# Paszlavszky Sándor
Paszlavszky Sándor (Deregnyő, Zemplén megye, 1850. augusztus 31. – Budapest, 1899. november 24.) római katolikus plébános.

## Élete
Tanulmányait szülőhelyén, a deregnyői református elemi iskolában kezdte, majd Sátoraljaújhelyben és Ungvárt folytatta; a gimnázium VII. osztályát szintén Ungvárt végezte, a VIII. osztályt Kassán a prémontrei főgimnasiumban mint kassai e. m. papnövendék. A hittudományok elvégzése és felszenteltetése után négy évig káplánkodott és pedig Bodrogkeresztúrban, Göncön és Abaújszántón, szabadidejét pedig az irodalommal való foglalkozásra fordította, melyet már, a papnevelőintézetben fennálló magyar egyházirodalmi iskola vezetését viselve is gyakorolt. 1878. június 1-jén püspöki engedéllyel gróf vázsonykői Zichy Rezső gyermekeihez, Béla- és Jakabhoz, nevelőnek ment, amely állásban 1886-ig megmaradt; majd három évig Újhelyben volt hitoktató, 1889-ben Szerencsen plébános lett.

## Művei
- Hymnus, Aranyszájú szent Jánoshoz. Kassa, 1871 (pályadíjat nyert mű)
- Alkalmi hangok. uo, 1873 (pályadíjnyertes mű)
- Örömhangok Schuster K. kassai püspök székfoglalója. uo,, 1877
- Nogáll János és az erővel teljes magyar nyelv. Budapest, 1882
- Eszméltető sorok. (Szent képek alatt). Bpest, 1884
- Gyermeki bizalom. Schrobenhausen, 1885. Képpel
- B. Várkonyi Amade Antal XVIII. századbeli ismeretlen költő. Bpest, 1885 (különnyomat a Figyelőből)
- A kath. főpapok- és főuraknak a középiskolai törvényjavaslatnak felsőházi tárgyalása alkalmával mondott beszédei. uo., 1885 (Előszó, Bevezetés)
- A hol a pálinka járja. Oktató elbeszélés a magyar nép számára, paprikás versekben. Három képpel. uo., 1889

### Kéziratban
Mi Atyánk. Elbeszélések és költemények az ifjak és öregek számára, Braun Izabella után a magyar viszonyokhoz alkalmazva; Oltár és Lant cz.; Szent beszédek; Szemle ifjúsági irodalmunk mezején; Tanulmányok.

## Álneve és jegye
Laborcz és P. S (1872-től a Magyar Államban, Lehel Kürtjében, Katholikus Világban, Religióban, Összetartásban, Figyelőben és a Magyar Nyelvőrben); de névtelenül is jelentek meg cikkei.